# Hermann Jürgens

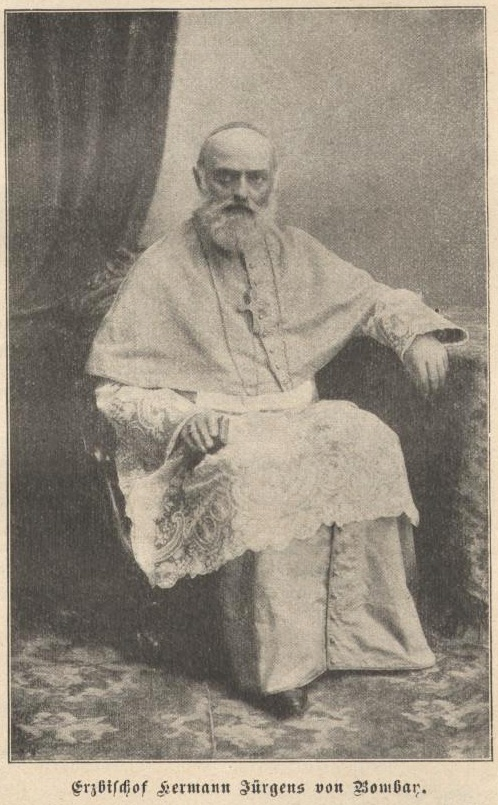

Hermann Jürgens (* 8. Dezember 1847 in Münster; † 28. September 1916, in Bombay) war ein Jesuit und katholischer Erzbischof von Bombay.

## Leben und Wirken

### Jesuit und Missionar
Hermann Jürgens wurde in Münster geboren und trat am 20. Mai 1864 im nahen Kloster Friedrichsburg in das Noviziat der Jesuiten ein. 1867 bis 1870 durchlief Hermann Jürgens den Philosophiekurs in Maria Laach, wo ein Jesuitenkolleg (in der Zeit der Aufhebung der Benediktinerabtei) bestand. 1870–1872 studierte er Naturwissenschaften an der Universität Bonn. Im Rahmen des Kulturkampfes wurde der Orden 1872 aufgrund des Jesuitengesetzes aus Deutschland ausgewiesen.
Nach einem Zwischenaufenthalt in Blyenbeck/Holland übersiedelte Jürgens in die Jesuitenniederlassung Ditton Hall in Ditton bei Widnes (England), wo er am Ditton Hall College von 1876 bis 1880 Theologie studierte und 1879 die Priesterweihe empfing. 1881 kehrte er zurück ins niederländische Kloster Blyenbeck. Hier und in Exaten bei Roermond wirkte er als Professor.
1886 brach Hermann Jürgens in die indische Mission auf und wirkte bis 1889 als Professor am ordenseigenen St. Xavier’s College in Bombay.
1889–1897 amtierte der Pater als Pfarrer, Ordensoberer und Militärkaplan in Karatschi (heute Pakistan), 1897–1900 kehrte er als Rektor des St. Xavier's College und des diözesanen Priesterseminars nach Bombay zurück. 1900–1903 hielt er sich als Militärkaplan und Provinzialoberer in Quetta auf, von 1903 bis 1906 in Poona, wo er 1904 auch zum Generalvikar der Diözese aufstieg. 1906 ging Hermann Jürgens als Direktor der indischen Jesuitenmission wieder nach Bombay; als im gleichen Jahr der dortige Erzbischof Theodore Dalhoff starb, verwaltete er zusätzlich die Diözese als Administrator.

### Erzbischof von Bombay
Am 28. Mai 1907 ernannte Papst Pius X. den deutschen Jesuiten zum Erzbischof von Bombay, womit er eines der bedeutendsten katholischen Kirchenämter Indiens übernahm; die Weihe erhielt er am 14. Juli 1907 in seiner Kathedrale von Erzbischof Brizio Meuleman (Kalkutta) unter Assistenz der Bischöfe Paolo Charles Perini (Mangalore) und Jean-Marie Barthe (Tritschinopoli). 1912 war er zu Gast auf dem Katholikentag in Aachen.
Nach Ausbruch des Ersten Weltkrieges wurden die deutschen Missionare aus Indien ausgewiesen. Erzbischof Jürgens erhielt wegen seines hohen Amtes am 2. September 1915 von der Regierung die Sondererlaubnis, im Land bleiben zu dürfen.
Die „History of the Catholic Church in Gujarat“ vermerkt, dass in Bombay am 30. März 1916 das Schiff  „Golconda“, mit über 60 internierten, deutschen Jesuiten an Bord, auslief. Der Erzbischof habe den ihm persönlich bekannten Mitbrüdern im Hafen nur von ferne zuwinken und sie segnen, aber nicht mit ihnen sprechen dürfen. Dieser Vorgang habe ihm das Herz gebrochen und von diesem Zeitpunkt an sei ein deutlicher  Verfall sichtbar geworden. Jürgens starb im September 1916 in Bombay und wird als mildtätig, bescheiden und umsichtig beschrieben; man habe ihn allgemein als „lieben alten Mann“ angesehen.